# Żubrynek
Żubrynek – wieś w Polsce położona w województwie podlaskim, w powiecie suwalskim, w gminie Raczki.
W latach 1975–1998 miejscowość administracyjnie należała do województwa suwalskiego.
W Żubrynku urodził się Aleksander Putra - poseł na Sejm.